# Sergio Córdova
Sergio Córdova (Calabozo, 1997. augusztus 9. –) venezuelai válogatott labdarúgó, a török Alanyaspor csatára.

## Pályafutása

### Klubcsapatokban
Córdova a venezuelai Calabozo városában született. Az ifjúsági pályafutását a Caracas akadémiájánál kezdte.
2015-ben mutatkozott be a Caracas felnőtt keretében. 2017. július 4-én a német első osztályban szereplő Augsburghoz igazolt. Először a 2017. augusztus 19-ei, Hamburger SV ellen 1–0-ra elvesztett mérkőzés 67. percében, Michael Gregoritsch cseréjeként lépett pályára. Első gólját 2017. augusztus 26-án, a Borussia Mönchengladbach ellen hazai pályán 2–2-es döntetlennel zárult találkozón szerezte meg. A 2020–21-es szezonban az Arminia Bielefeld, míg a 2022-es szezonban az amerikai Real Salt Lake csapatát erősítette kölcsönben. 2023. február 20-án a kanadai Vancouver Whitecaps, majd 2023. szeptember 15-én a török Alanyaspor szerződtette. A 2023–24-es szezonban kölcsönben szerepelt az orosz Szocsinál.

### A válogatottban
Córdova az U20-as és az U23-as korosztályú válogatottakban is képviselte Venezuelát.
2017-ben debütált a felnőtt válogatottban. Először a 2017. augusztus 31-ei, Kolumbia ellen 0–0-ás döntetlennel zárult mérkőzésen lépett pályára.

## Statisztikák
2024. augusztus 11. szerint
| Klub                           | Szezon   | Osztály      | Bajnokság | Bajnokság | Kupa  | Kupa | Nemzetközi | Nemzetközi | Összesen | Összesen |
| Klub                           | Szezon   | Osztály      | Meccs     | Gól       | Meccs | Gól  | Meccs      | Gól        | Meccs    | Gól      |
| ------------------------------ | -------- | ------------ | --------- | --------- | ----- | ---- | ---------- | ---------- | -------- | -------- |
| Augsburg                       | 2017–18  | Bundesliga   | 26        | 2         | 1     | 0    | —          | —          | 27       | 2        |
| Augsburg                       | 2018–19  | Bundesliga   | 20        | 3         | 2     | 0    | —          | —          | 22       | 3        |
| Augsburg                       | 2019–20  | Bundesliga   | 16        | 2         | 0     | 0    | —          | —          | 16       | 2        |
| Augsburg                       | 2021–22  | Bundesliga   | 13        | 0         | 1     | 0    | —          | —          | 14       | 0        |
| Arminia Bielefeld (kölcsönben) | 2020–21  | Bundesliga   | 23        | 2         | 1     | 0    | —          | —          | 24       | 2        |
| Real Salt Lake (kölcsönben)    | 2022     | MLS          | 34        | 11        | 1     | 0    | —          | —          | 35       | 11       |
| Vancouver Whitecaps            | 2023     | MLS          | 19        | 2         | 2     | 0    | 5          | 2          | 26       | 4        |
| Alanyaspor                     | 2023–24  | Süper Lig    | 18        | 3         | 2     | 0    | —          | —          | 20       | 3        |
| Alanyaspor                     | 2024–25  | Süper Lig    | 1         | 1         | 0     | 0    | —          | —          | 1        | 1        |
| Szocsi (kölcsönben)            | 2023–24  | Premjer Liga | 10        | 0         | 1     | 0    | —          | —          | 11       | 0        |
| Összesen                       | Összesen | Összesen     | 180       | 26        | 11    | 0    | 5          | 2          | 196      | 28       |

### A válogatottban
| Válogatott | Év       | Pályára lépés | Gól |
| ---------- | -------- | ------------- | --- |
| Venezuela  | 2017     | 4             | 0   |
| Venezuela  | 2018     | 4             | 0   |
| Venezuela  | 2020     | 2             | 0   |
| Venezuela  | 2021     | 5             | 0   |
| Venezuela  | 2022     | 1             | 0   |
| Venezuela  | 2023     | 2             | 0   |
| Venezuela  | 2024     | 1             | 0   |
| Összesen   | Összesen | 19            | 0   |

## Sikerei, díjai
Vancouver Whitecaps
- Canadian Championship
  - Győztes (1): 2023

Venezuelai U20-as válogatott
- U20-as VB
  - Döntős (1): 2017